# Ljubica Jelušič

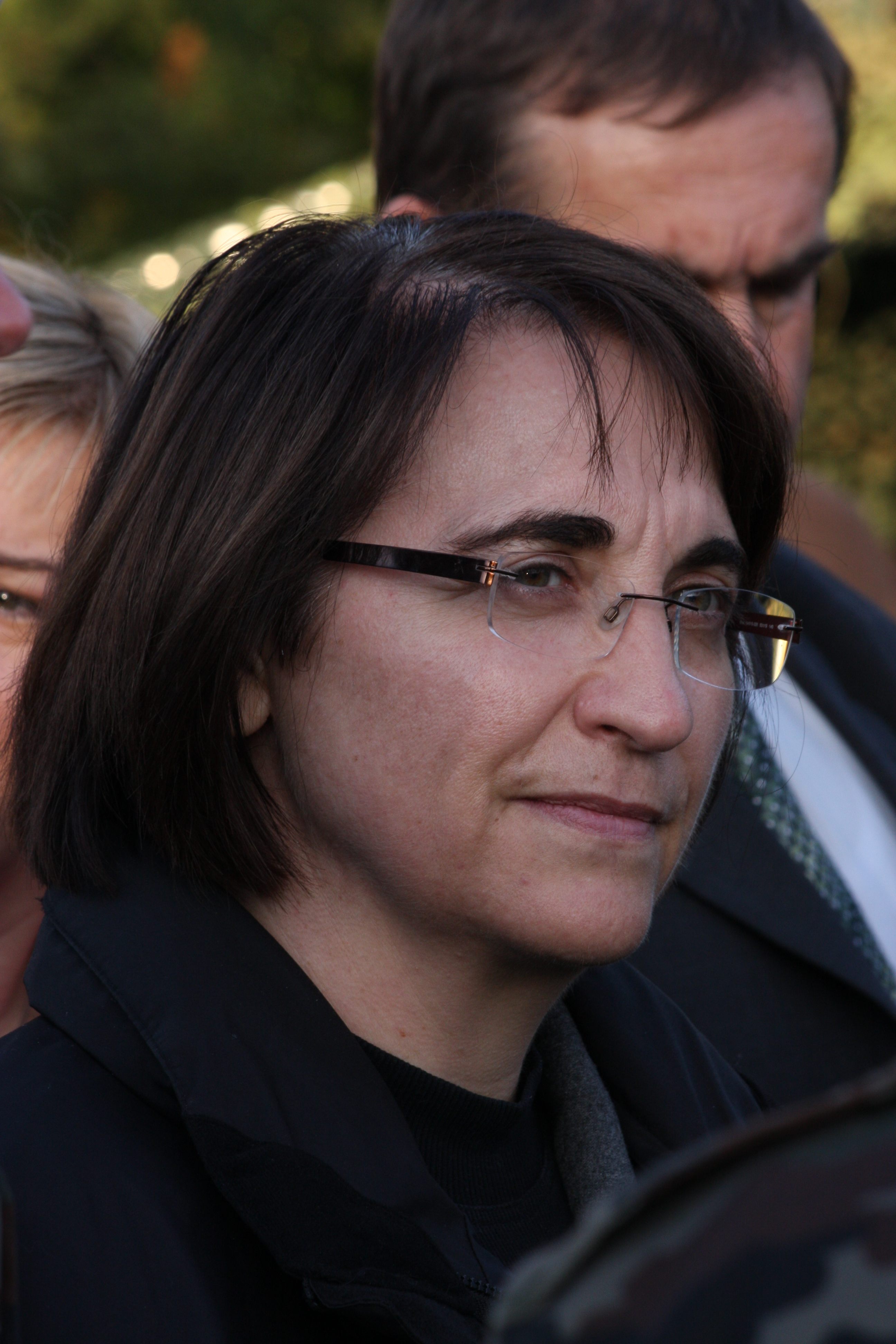
Ljubica Jelušič

Ljubica Jelušič (* 16. Juni 1960 in Koper) ist eine slowenische Politikerin (Socialni demokrati). Sie war von 2008 bis 2012 Verteidigungsministerin Sloweniens.
Ljubica Jelušič verbrachte ihre gesamte Schulzeit bis zur Matura in Sežana. Danach studierte sie an der Fakultät für Soziologie, Politikwissenschaften und Journalismus der Universität Ljubljana, wo sie 1985 ihre Diplomarbeit zum Thema Unbewaffnete Widerstandsformen gegen Aggressionen ablegte. 1992 schloss sie ihre Dissertation über die Legitimität von Militär ab und war 1993–1994 an der belgischen Königliche Militärakademie tätig, wo sie in der Arbeitsgruppe von Philippe Manigart im Bereich Militärsoziologie forschte.
Seit 2005 ist sie an der Fakultät für Gesellschaftswissenschaften an der Universität Ljubljana ordentliche Professorin auf dem Gebiet Landesverteidigung.
Am 21. November 2008 wurde sie Verteidigungsministerin in der Regierung Borut Pahor und blieb bis zum Ende der Regierungszeit im Januar 2012 im Amt. Seit 2012 gehört sie Abgeordnete im slowenischen Parlament.